# Barrington (Nouvelle-Écosse)
Pour les articles homonymes, voir Barrington.
Barrington est un district municipal de la Nouvelle-Écosse situé dans le comté de Shelburne. Au recensement de 2016, on y a dénombré 6 646 habitants.

## Démographie
| 2001  | 2006  | 2011  | 2016  |
| ----- | ----- | ----- | ----- |
| 7 648 | 7 331 | 6 994 | 6 646 |

## Communautés
Il comprend plusieurs communautés.
- Atwoods Brook
- Baccaro
- Barrington
- Barrington Head
- Barrington Passage
- Bear Point
- Blanche
- Brass Hill
- Cape Negro
- Cape Sable Island
- Centreville
- Central Woods Harbour
- Charlesville
- Clam Point
- Clark's Harbour
- Coffinscroft
- Crowell
- Doctors Cove
- East Baccaro
- Forbes Point
- Lower Clarks Harbour
- Lower Shag Harbour
- Lower Woods Harbour
- Middle Clyde River
- Newellton
- North East Point
- Port La Tour
- Reynoldscroft
- Riverhead
- Shag Harbour
- Sherose Island
- Smithsville
- South Side
- Stoney Island
- The Hawk
- Thomasville
- Upper Port La Tour
- Upper Woods Harbour
- Villagedale
- West Baccaro
- West Head